# Divo Zadi
Divo Zadi (Montefollonico, 25 de enero de 1931 - Civita Castellana, 1 de abril de 2021) fue un clérigo católico italiano. Se desempeñó como Obispo de la Diócesis de Civita Castellana entre 1989 y 2007.

## Formación
Fue ordenado sacerdote el 2 de agosto de 1953 en la Catedral de Santa María de la Asunción de Pienza. Celebró su primera misa en Torrita di Siena el 9 de agosto. Entre 1964 y 1989 fue Jefe de Oficina en la Primera Sección de Asuntos Generales y trabajó en la Secretaría de Estado de la Santa Sede.
El Papa Juan Pablo II lo nombró obispo de Civita Castellana el 10 de marzo de 1989. Recibió su ordenación episcopal el 8 de abril del mismo año por el Cardenal Secretario de Estado Agostino Casaroli; los co-consagradores fueron el más tarde Cardenal Fiorenzo Angelini y Marcello Rosina, Obispo Emérito de Civita Castellana.
El 10 de diciembre de 2007, el Papa Benedicto XVI aceptó la solicitud de renuncia de Zadi relacionada con la edad.
Divo Zadi murió el Jueves Santo de 2021 a la edad de 90 años.